# Jorge de Macedo de Oliveira Simões
Jorge de Macedo de Oliveira Simões (Lisboa, 8 de setembro, 1889 — Barreira, Leiria, 12 de agosto de 1959) foi um engenheiro civil e geólogo, que se destacou no estudo das formações sedimentares portuguesas. Foi filho do lente da Escola do Exército, poeta e deputado, general José Maria de Oliveira Simões (1857-1944).